# Dark (canal de televisión)
Dark es un canal de televisión por suscripción español que emite películas de terror y suspenso. El canal fue lanzado al aire originalmente el 1 de noviembre de 2006 y cerró el 1 de julio de 2009, siendo reemplazado por Buzz.
El 31 de octubre de 2016, fue relanzado en sustitución de Buzz como una nueva marca de AMC Networks International Southern Europe

## Historia
Dark comenzó el 1 de noviembre de 2006, tras separar los contenidos de Canal 18, manteniendo la marca para las emisiones solo para adultos y usando la marca Dark para las películas de terror y suspenso. El primero emitía de madrugada, desde las 00:00 hasta las 05:00 y Dark el resto del día. Emitía películas notables del cine de terror como No profanar el sueño de los muertos, El exorcista, Scream 3 o El otro. También estrenó en TV la serie de terror de Showtime Masters of Horror.
El 1 de julio de 2009, Teuve decide fusionar Buzz y Dark/Canal 18, mantuvo las marcas de Buzz y Canal 18, y desapareció la marca Dark.
El 1 de febrero de 2011, Chello Multicanal decide lanzar de nuevo el canal Dark manteniendo el nombre de Buzz Rojo/Canal 18, lo que significa que desde ese día Buzz Rojo emite más cine y series de terror al igual que hacía Dark cuando emitía. Su programación va de 9:30 a 00:00, hora en la que deja paso a Canal 18 y su programación para adultos.
Tras 7 años desde su cese de emisiones, el 31 de octubre de 2016 el canal DARK regresó en sustitución de Buzz como una nueva marca de la productora AMC Networks International Southern Europe. El canal dispone de 2 señales que varían. Los operadores cuyo contrato con Buzz todavía estaba vigente distribuyen la señal "Dark/Dorcel" en SD 576p cuya emisión incluye la franja de pornografía ofrecida por Dorcel TV (de Marc Dorcel) de 00:00 a 04:00, el resto del día emiten la señal normal de DARK. En cambio, los operadores como Movistar+ y Orange TV que incorporaron la señal como novedad, disponen de la señal limpia cuya programación es de emisión 24h, sin franja de cine pornográfico.
Desde el 12 de junio de 2017 el canal cuenta con señal en HD 1080i en exclusiva en el operador Orange TV.
A partir de abril de 2019, la señal "Dark/Dorcel" recibió el nombre de Dark Red y también tuvo un cambio en su logotipo, pasando de blanco a rojo, con motivo de que Vodafone TV recibió la señal 24h de Dark, que sustituyó a la frecuencia original de "Dark/Dorcel".